# 座禅エクスタシー
『座禅エクスタシー』（ざぜんエクスタシー）は、2000年7月30日に福岡県飯塚市の嘉穂劇場にて行われた椎名林檎の一夜限りのコンサート、および2008年9月17日にデビュー10周年企画の第2弾としてEMIミュージック・ジャパンより発売された椎名のライブ映像集。コンサートの正式名称は「椎名林檎 （稀）実演キューシュー 座禅エクスタシー」である。2013年11月13日にはBlu-ray Disc版（規格品番：TYXN-10006）がユニバーサルミュージックより発売された。またBlu-ray Disc版は同日に初回生産限定で発売されたボックス・セット『LiVE』にも収録されている。
初回生産分のみの特典として、スリーブケース仕様、10周年第2弾ステッカー封入。また発売に先駆け、特別編集WEBプログラム「座禅エクスタシー」予告編が8月31日に1日限定で行われた（その後、9月12日から16日まで再配信された）。

## 概要

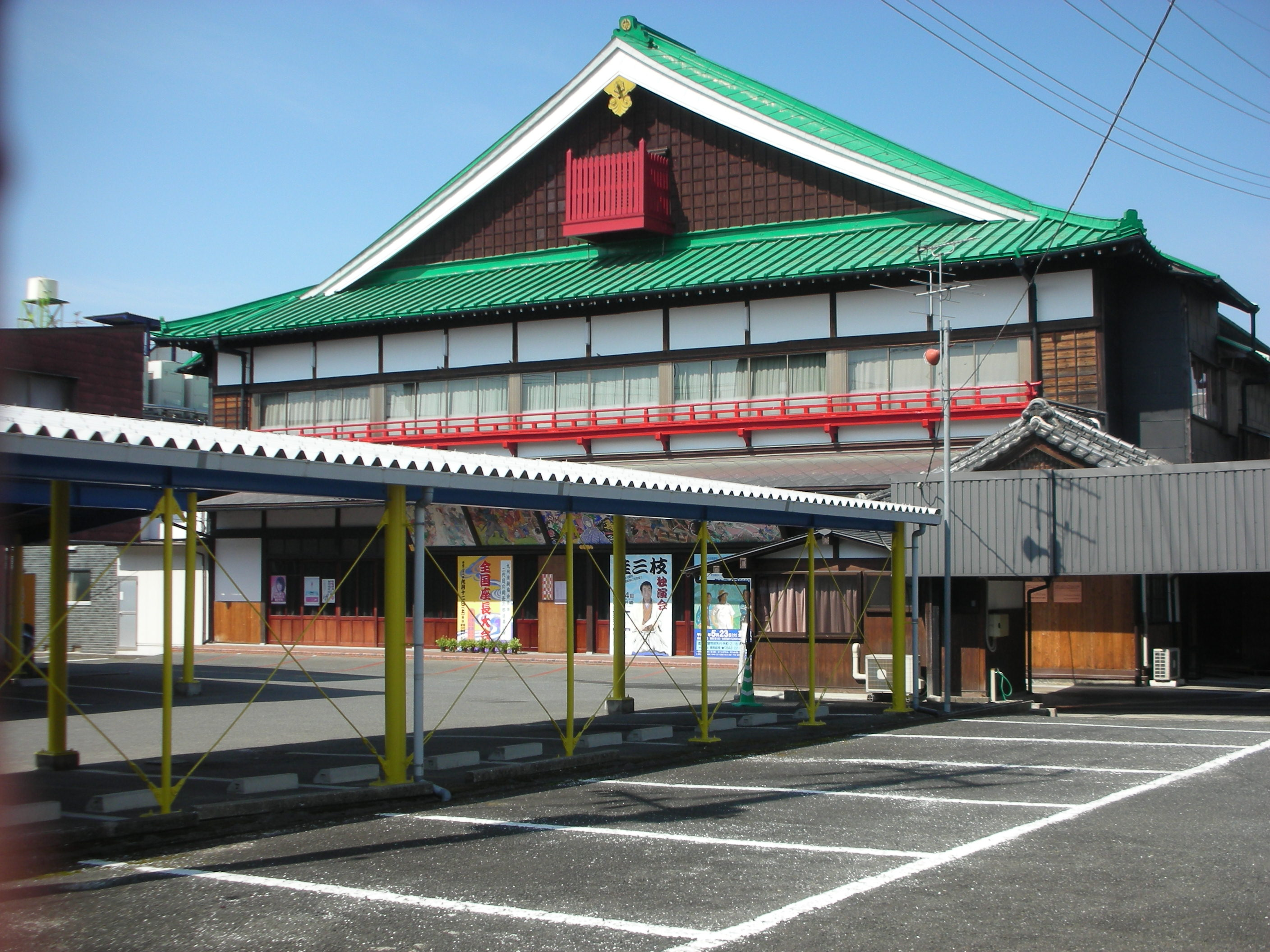
ライブの行われた嘉穂劇場（福岡県飯塚市）

このコンサートイベントは椎名が中学・高校時代を過ごした福岡県福岡市の隣、飯塚市にある嘉穂劇場で行ったもの。当時、椎名の人気が最高潮だった時に行われ、チケットは抽選で当選した者のみ購入することができた。代金は10,000円（公式では「御一人様福沢諭吉一人」と記載）と通常のライブより高額にもかかわらず全席完売し、購入できなかったファンがオークションなどで高値で落札していた。そもそも嘉穂劇場は大衆演劇を中心とした演劇を上演するための小規模な劇場（いわゆる「芝居小屋」）であり、全席桟敷席で（今回のチケットには全席に特製の座布団が付いていた）、1,000人程度しか収容できないこともあり、東芝EMIはチケットを購入できなかったファンや福岡まで行けないファンのためにインターネットによるストリーミング生中継を行う処置を取った。また、公演前日（7月29日）には、抽選から外れたファンを招き「やっつけ仕事」のミュージック・ビデオの撮影を行なった（ミュージック・ビデオ集『性的ヒーリング〜其ノ参〜』、『私の発電』収録）。
当日は来場者全員に赤色の衣服着用を申しつけた。これについて椎名は「ロックバンドのボーカリストが『お前ら明日のライブには黒い服着て来いよ』と言っといて、自分だけ違う服だったら面白いなと思って」と語っている。また、今までのコンサートでは使われたことのなかったマニピュレーターが使用されたほか、セットリストでは「ここでキスして。」や「本能」などのヒットしたシングル曲などは披露されず、アルバム収録曲やカバー曲を中心に披露された（シングル曲で唯一披露されたのは「歌舞伎町の女王」のみ）。セルフカバーではともさかりえに提供した「少女ロボット」と「日本に生まれて」を初披露している。また「サカナ」「ストイシズム」「日本に生まれて」が披露されたのは後にも先にもこのコンサートだけである。
演出は和を基調にし、椎名を含むバンド「虐待グリコゲン」メンバー全員浴衣を着用し、この和を基調とした世界観は後の全国ツアー「雙六エクスタシー」にも受け継がれている。嘉穂劇場の公式サイトでは当時の写真が公開されている。
なお、ビデオにはコンサートで6曲目に披露された「EMI（セックス・ピストルズ「拝啓EMI殿」カバー）」の収録が見送られた。

## 収録曲
全作詞・作曲：椎名林檎　（注記を除く）
| #   | タイトル                                                         | 作詞 | 作曲・編曲 |
| --- | ---------------------------------------------------------------- | ---- | ---------- |
| 1.  | 「積木遊び」                                                     |      |            |
| 2.  | 「眩暈」                                                         |      |            |
| 3.  | 「少女ロボット」                                                 |      |            |
| 4.  | 「リモートコントローラー」                                       |      |            |
| 5.  | 「茜さす 帰路照らされど・・・」                                  |      |            |
| 6.  | 「アイデンティティ」                                             |      |            |
| 7.  | 「病床パブリック」                                               |      |            |
| 8.  | 「アンコンディショナル・ラブ」                                   |      |            |
| 9.  | 「サカナ」                                                       |      |            |
| 10. | 「歌舞伎町の女王」                                               |      |            |
| 11. | 「弁解ドビュッシー」                                             |      |            |
| 12. | 「浴室」                                                         |      |            |
| 13. | 「マイラグジュアリーナイト」(作詞：来生えつこ；作曲：来生たかお) |      |            |
| 14. | 「シドと白昼夢」                                                 |      |            |
| 15. | 「ストイシズム」                                                 |      |            |

| #   | タイトル           | 作詞 | 作曲・編曲 |
| --- | ------------------ | ---- | ---------- |
| 16. | 「日本に生まれて」 |      |            |

| #  | タイトル   | 作詞 | 作曲・編曲 |
| -- | ---------- | ---- | ---------- |
| 1. | 「（稀）」 |      |            |

## クレジット
| 虐待グリコゲン - 声と電気式ギター：椎名林檎 - 電気式ギター：弥吉淳二 - 電気式ベース：亀田誠治 - キーボード：皆川真人 - 生ドラム：村石雅行 - マニピュレーター：中山信彦 | スタッフ - 撮影監督：ウスイヒロシ - 主催：東芝EMI、BEA - 協力：嘉穂劇場 |